# Marie-Charles du Chilleau
Pour les articles homonymes, voir Chilleau.
 (décembre 2011).
Si vous disposez d'ouvrages ou d'articles de référence ou si vous connaissez des sites web de qualité traitant du thème abordé ici, merci de compléter l'article en donnant les références utiles à sa vérifiabilité et en les liant à la section « Notes et références ».
Le marquis Marie-Charles du Chilleau d'Airvault, né le 4 septembre 1734 à Vasles et mort le 7 mai 1794 à Rochefort, est un général et administrateur colonial français du XVIIIe siècle. Maréchal de camp, il est gouverneur général des Isles sous le Vent, puis de Saint-Domingue.

## Biographie
Fils de Gabriel-Joseph du Chilleau et de Françoise-Louise-Anne-Marie Poussard du Vigean, Marie-Charles du Chilleau d'Airvault est né au château du Chilleau (Deux-Sèvres) le 4 septembre 1734. 
Lieutenant en second du régiment du Roi le 1er mars 1750, il est nommé enseigne le 8 septembre 1752, lieutenant le 16 mars 1755 puis capitaine le 3 août 1758; il démissionne le 7 février 1762 après avoir fait en Allemagne les campagnes de la guerre de Sept Ans. On le retrouve, le 5 avril 1767, guidon des gendarmes de la garde du roi avec rang de mestre de camp de cavalerie. Chevalier de Saint-Louis le 17 juin 1770, il devint colonel du régiment de Viennois le 28 février 1778 et prit part à la guerre d'Amérique ; il fut nommé le 8 septembre 1778 par le marquis de Bouillé gouverneur de l'île de Saint-Domingue et brigadier d'infanterie. Il prit part à la prise de Tobago et de Saint-Christophe ainsi qu'aux 3 combats sur mer livrés par l'amiral de Guichen en 1780.
Démissionnaire de son commandement de Saint Domingue le 9 décembre 1781, il reprit le commandement de son régiment, fut promu maréchal de camp le 27 janvier 1782 et se trouva à la bataille des Saintes des 9 et 12 avril suivants, livrée par l'amiral de Grasse.
Promu commandeur de Saint-Louis le 15 août 1783 avec une pension de 3 000 livres s'ajoutant à celle de 4000 allouée sur le trésor royal en récompense de ses services à la tête du régiment de Viennois, lors de la prise de Saint-Domingue et dans les combats de l'armée navale du comte de Guichen, il retourna en Amérique le 7 mars 1788 comme gouverneur général des îles Sous-le-Vent.
Au début de 1789, la colonie de Saint-Domingue connut une disette liée à la mauvaise récolte de 1788 en métropole : en avril, le Parlement de Bordeaux interdit l'exportation des farines de Guyenne, principale source d'approvisionnement de la colonie. Du Chilleau voulut ouvrir l'île au commerce avec les États-Unis et permettre l'importation de blé nord-américain en échange de denrées tropicales produites par l'île, alors que l'intendant François Barbé de Marbois s'y opposait, y voyant une menace pour le principe de l'Exclusif. Du Chilleau, par une ordonnance du 2 mai 1789, passa outre et ouvrit aux marchands étrangers les ports de Cayes, Jérémie (Haïti) et Jacmel, dans une région du sud de l'île jusqu'ici négligée dans les échanges avec la France : les planteurs échappaient ainsi au monopole des négociants. L'intendant envoya un rapport à Versailles pour dénoncer cette initiative contraire aux intérêts coloniaux. Du Chilleau décida de quitter l'île, le 10 juillet 1789, pour aller plaider sa cause devant le ministre de la Marine et des Colonies : les colons regrettèrent son départ, le considérant comme leur défenseur. Cette crise d'autorité coïncidait avec la réunion des États généraux et les débuts de la Révolution française. Peu après, les colons pendirent l'intendant en effigie, premier signe d'une agitation qui devait déboucher sur la révolution haïtienne. En revanche, les chambres de commerce de métropole, très hostiles à l'initiative de Du Chilleau, obtinrent son arrestation à son arrivée à Nantes le 23 août 1789, avant de lui permettre de s'expliquer devant le ministre.
Il n'exerça plus de fonctions dans les colonies. Il fut chargé de la vérification des comptes des régiments au 12 août 1790 mais cessa d'être employé le 1er avril 1791. Arrêté pendant La Terreur et détenu à la prison de Rochefort, il mourut à l'hôpital de cette ville le 7 mai 1794.
Le registre de l'hôpital royal de la Marine de Rochefort indique : « Charles Marie DUCHILIAU (alias du CHILLEAU), détenu, provenant de la maison d'arrêt, entré à l'hôpital le onze germinal an 2e (31 mars 1794) de la République Française, mort le dix huit floréal suivant (7 mai 1794). »
Il avait épousé en premières noces en février 1761 Marie-Jeanne de Barthon de Montbas - décédée en cette même année - et en secondes noces, le 15 janvier 1774, Jeanne-Élisabeth-Floride de Montullé, fille d'Élisabeth Haudry, femme de lettres.

## Sources et bibliographie
La correspondance de M. le marquis du Chilleau, gouverneur général de Saint-Domingue avec M. le comte de la Luzerne, ministre de la Marine a été publiée.
- Frédéric Régent, Les colonies, la Révolution française, la loi, Presses universitaires de Rennes, 2014